# Knut Nærum
Knut Nærum (né le 3 mars 1961 à Halden) est un auteur de bande dessinée, humoriste et écrivain norvégien. 

## Biographie
Après s'être fait connaître pour ses bandes dessinées satiriques dans les années 1990, il fait partie à partir de 1999 des trois animateurs de l'émission humoristique hebdomadaire de NRK1 Nytt på nytt (en), adaptation du panel show (en) britannique Have I Got News for You (en). 
Il dessine alors beaucoup moins, tout en produisant de nombreux livres, souvent des ouvrages parodiques ou satiriques, ainsi que des récits pour enfants et des scénarios pour les publications Disney locales principalement Egmont. En 2015, il quitte Nytt på nytt.

## Distinction
- 2013 : Prix Sproing de la meilleure bande dessinée norvégienne pour Donald Duck : Le Noël des orphelines (avec Arild Midthun et Tormod Løkling)